# Raden Saleh

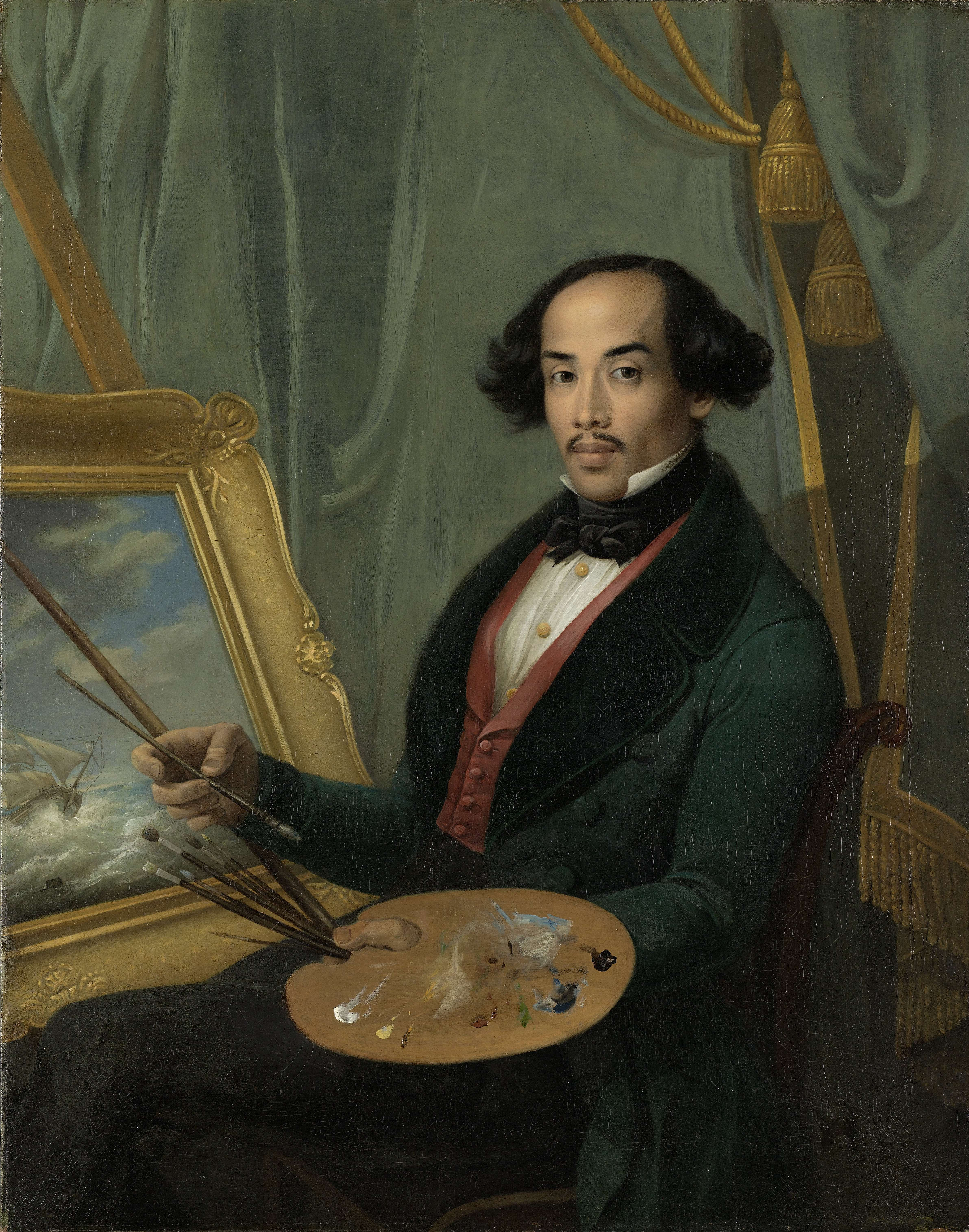
Raden Saleh, Selbstbildnis von 1845

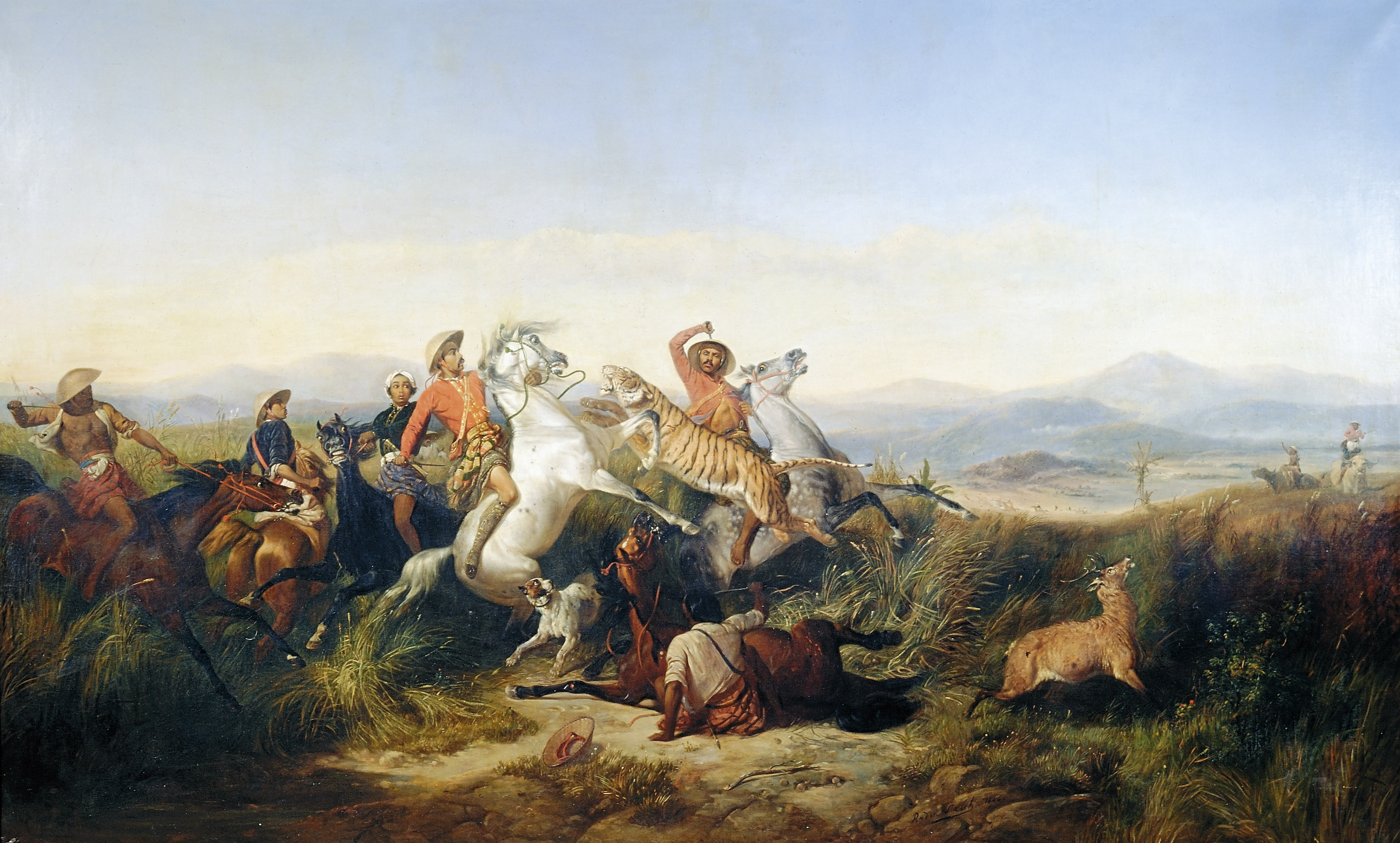
Raden Saleh, Jagd, 1846

Raden Saleh Syarif Bustaman (* Mai 1811 in Semarang, Java; † 23. April 1880 in Bogor, Jawa Barat, Indonesien) war ein javanischer Prinz und Maler und gilt als Vater der modernen indonesischen Malerei.
Raden Saleh lebte lange Zeit in Europa und war eine der schillerndsten Künstlerpersönlichkeiten des 19. Jahrhunderts. Sein Werk wird stilistisch der Spätromantik zugeordnet.

## Leben
Raden Saleh entstammte der prominenten indonesischen Fürsten- und Regentenfamilie des großen Kyai Ngabehi Kertoboso Bustaman (1681–1759). Er wurde in einem kleinen Ort bei Semarang in Zentraljava, geboren. Sein Vater war Sayid Husen bin Aiwi bin Awal und seine Mutter Raden Ayu Sarif Husen bin Aiwi bin Awal. Der Name Bustaman weist darauf hin, dass die Familie iranischen Ursprungs, aus der Stadt Bestam, war. Allerdings lebte Raden Salehs Ururgroßvater Sayid Husen bereits in Zentraljava. Nach dem frühen Tod seines Vaters wuchs Prinz Raden Saleh in der Familie seines Onkels Raden Adipati Surohadimenggolo auf und erhielt damit Zugang zur Welt der Europäer.
Der zweite bekannte Angehörige der Familie Bustaman war Raden Adipati Surohadimenggolo (1765–1827), Enkel von Ki Bustaman und Raden Salehs Onkel. Er war Regent von Semarang und einer der bedeutendsten und kultiviertesten Herrscher seiner Zeit.
Das Fürstenhaus Bustaman umfasste 20 Regenten und sieben Regentenfamilien in Indonesien und wurde durch ihre Unterstützung des berühmtesten indonesischen Freiheitshelden Prinz Diponegoro bekannt. Salehs Cousin Raden Sukur, Sohn des Bupati von Semarang Adipati Suryamangalla, kämpfte Seite an Seite mit Prinz Diponegoro. Deshalb litten die Fürsten Bustaman unter Verfolgungen durch die Kolonialmächte. Raden Sukurs Vater sowie sein Bruder wurden im September 1825 durch die niederländische Kolonialmacht verhaftet und deportiert.

## Der Künstler

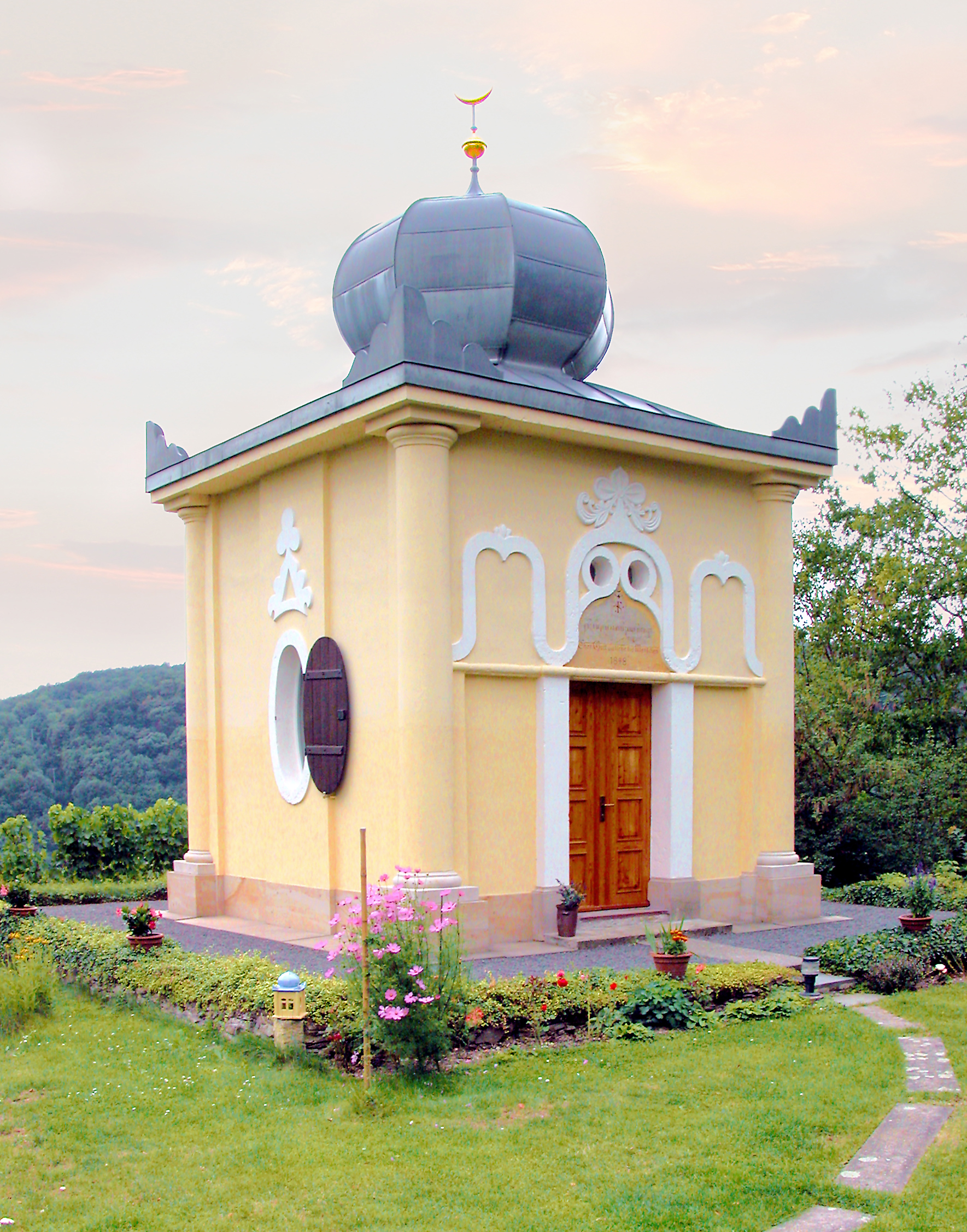
Das Blaue Häusel von Maxen, das Raden Saleh wesentlich mitgestaltet hat

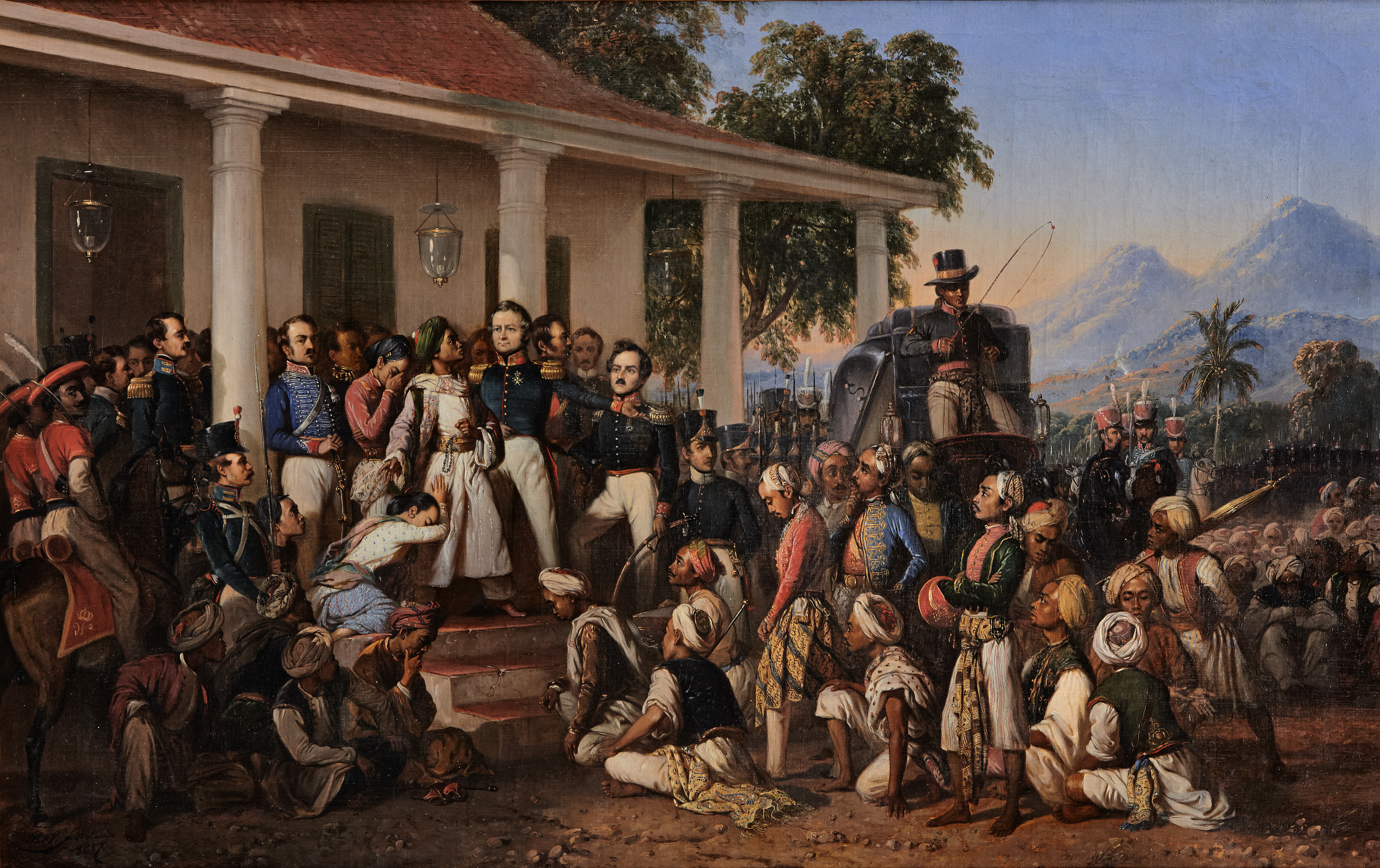
Raden Saleh, Festnahme von Prinz Diponegoro, 1857

Nach eigenen Aussagen erhielt Saleh seinen ersten systematischen Zeichenunterricht von Jannes Theodorus Bik (1796–1875), der als Zeichner an der Reinwardt’schen Naturkundlichen Kommission für Niederländisch-Indien teilnahm. Die entscheidende Begegnung für Saleh war allerdings die mit dem belgischen Kolonialmaler Antoine August Joseph Payen (1792–1853), der die zeichnerische Begabung des jungen Javaners erkannte und dessen Talent frühzeitig förderte. Beide traten in ein Lehrer-Schüler-Verhältnis ein, das mindestens drei Jahre anhielt (1819–1822) und eine lebenslange Verbundenheit und Zuneigung nach sich zog.
Nach der Festnahme von Prinz Diponegoro durch General de Kock reiste Prinz Raden Saleh nach Europa und studierte Kunst bei Cornelis Kruseman und Andreas Schelfhout. Er war der erste Asiate, der eine europäische Ausbildung erhielt und für sich den Status und das Selbstverständnis eines Künstlers beanspruchte. Zudem war er der erste Indonesier, der fünf Sprachen fließend beherrschte.
Im Jahr 1839 kam er nach Dresden und Maxen, wo er nach eigener Aussage die schönsten Jahre seines Lebens verlebte. Während seines 20-jährigen Aufenthaltes in Deutschland und Europa wurde er ein bedeutender Teil der Dresdner Spätromantik und Mitbegründer des deutschen Orientalismus in der Malerei. Raden Saleh verbrachte zudem mehrere Jahre am Hofe seines engen Freundes Herzog Ernst II. von Sachsen-Coburg und Gotha, Bruder von Albert, dem Prinzgemahl von Königin Victoria von Großbritannien, und wurde dort und an vielen anderen Höfen Europas in die Gesellschaft eingeführt. Herzog Ernst II., seine Mutter Luise von Sachsen-Gotha-Altenburg, die Herzogin von Kent und Königin Victoria waren wichtige Sponsoren für ihn und verschiedene seiner Werke sind heute im Windsor Castle sowie im Buckingham Palace in London ausgestellt.
Im Jahr 1851 kehrte Prinz Raden Saleh nach Indonesien zurück und heiratete in die Familie des mächtigen Sultans von Yogyakarta ein. Im Jahr 1876 reiste er erneut mit seiner zweiten Gattin nach Europa, um seine Familie in Deutschland und seine alten Freunde, so auch Herzog Ernst II. von Sachsen-Coburg und Gotha, zu besuchen, und hielt sich wiederum fast zwei Jahre in Europa auf. Er starb 1880 in Indonesien.

## Einfluss seines Schaffens

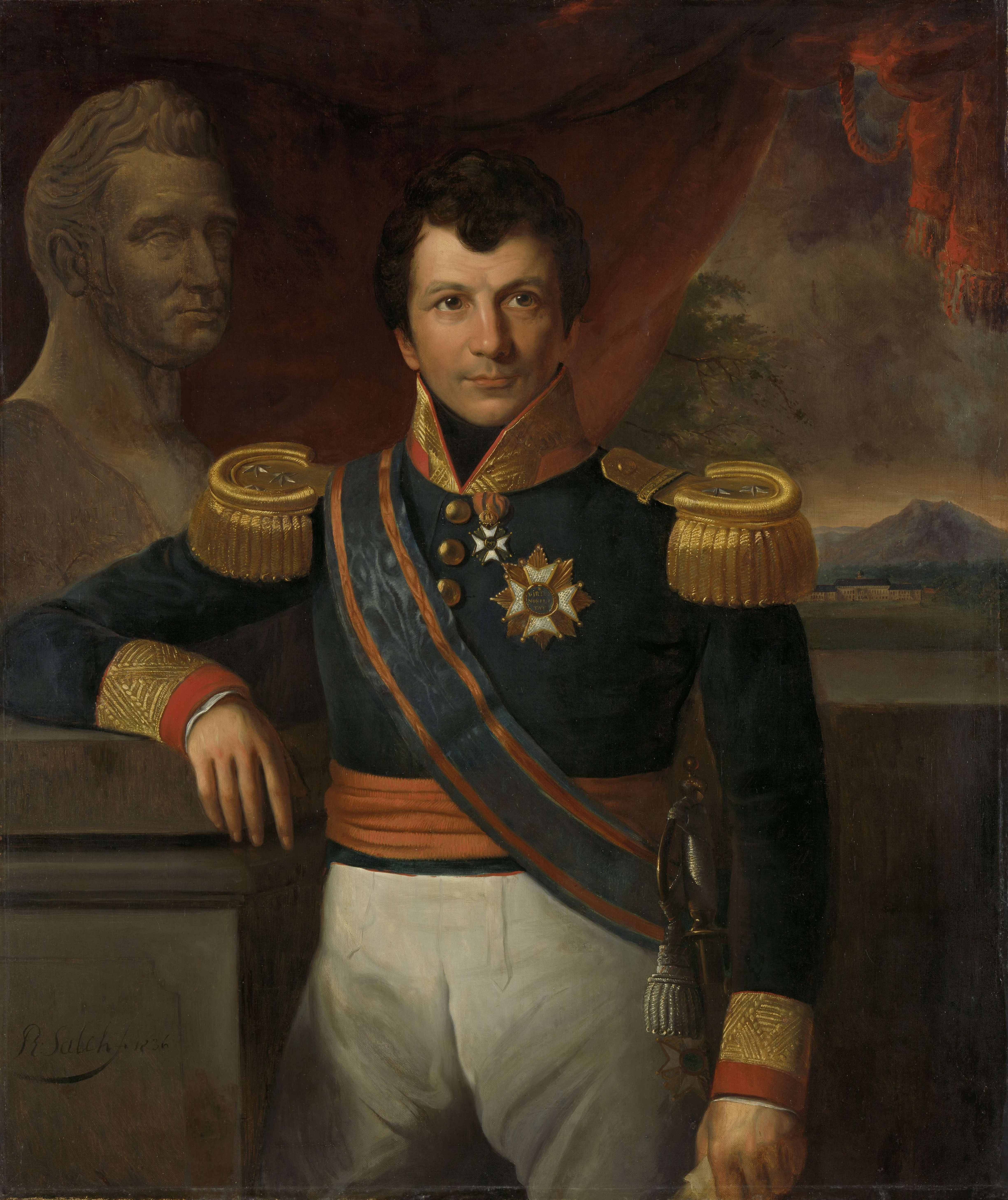
Raden Saleh, Bildnis des Johannes Graaf van den Bosch (1836)

Die moderne indonesische Malerei betrachtet ihn als ihren Begründer (perintis). Das internationale Interesse an Prinz Raden Saleh und seinem Werk erfuhr in den vergangenen Jahren eine weitere Steigerung. Sein Name ziert Straßen und Plätze in vielen Städten Indonesiens und sein Name und seine Werke sind auch heute noch in Indonesien präsent.
Prinz Raden Saleh brachte eine neue Tradition des künstlerischen Schauens, eine neue Vorstellung vom Wesen des Künstlers und eine neue technische Brillanz nach Java. Er etablierte die Idee der Moderne, die Idee vom autonomen Künstler in einer Gesellschaft, die beides in dieser Form bis dato nicht kannte.
Sein Palast in Cikini (Jakarta), den Prinz Raden Saleh nach Vorlage von Schloss Callenberg bei Coburg errichten ließ, soll in Zukunft das neu zu errichtende Prinz-Raden-Saleh-Museum beherbergen. Es wird derzeit als Verwaltungsgebäude eines Krankenhauses genutzt und hat sich zu einer Touristenattraktion entwickelt. In Bandung auf der Insel Java besteht das Raden Saleh Documentation Centre.
Seine Werke finden sich heute in privaten Kunstsammlungen, internationalen Museen und im Privatbesitz von Königin Elisabeth II. von Großbritannien. Eines seiner berühmtesten Werke, die Festnahme des Prinz Diponegoro, ist heute im Präsidentenpalast zu Jakarta ausgestellt. Bilder von seiner Hand erzielten auf Auktionen hohe Preise. So wurde eine 1846 in Dresden gemalte Hirschjagd für 5,5 Milliarden Indonesische Rupien versteigert, etwa 1,5 Millionen Euro. 2018 wurde ein neu entdecktes Gemälde einer „Bantengjagd“ für 7,2 Millionen Euro versteigert.
Zudem trat Saleh als Illustrator der ersten deutschen Tierschutzzeitschrift auf.